# Jennie Gai

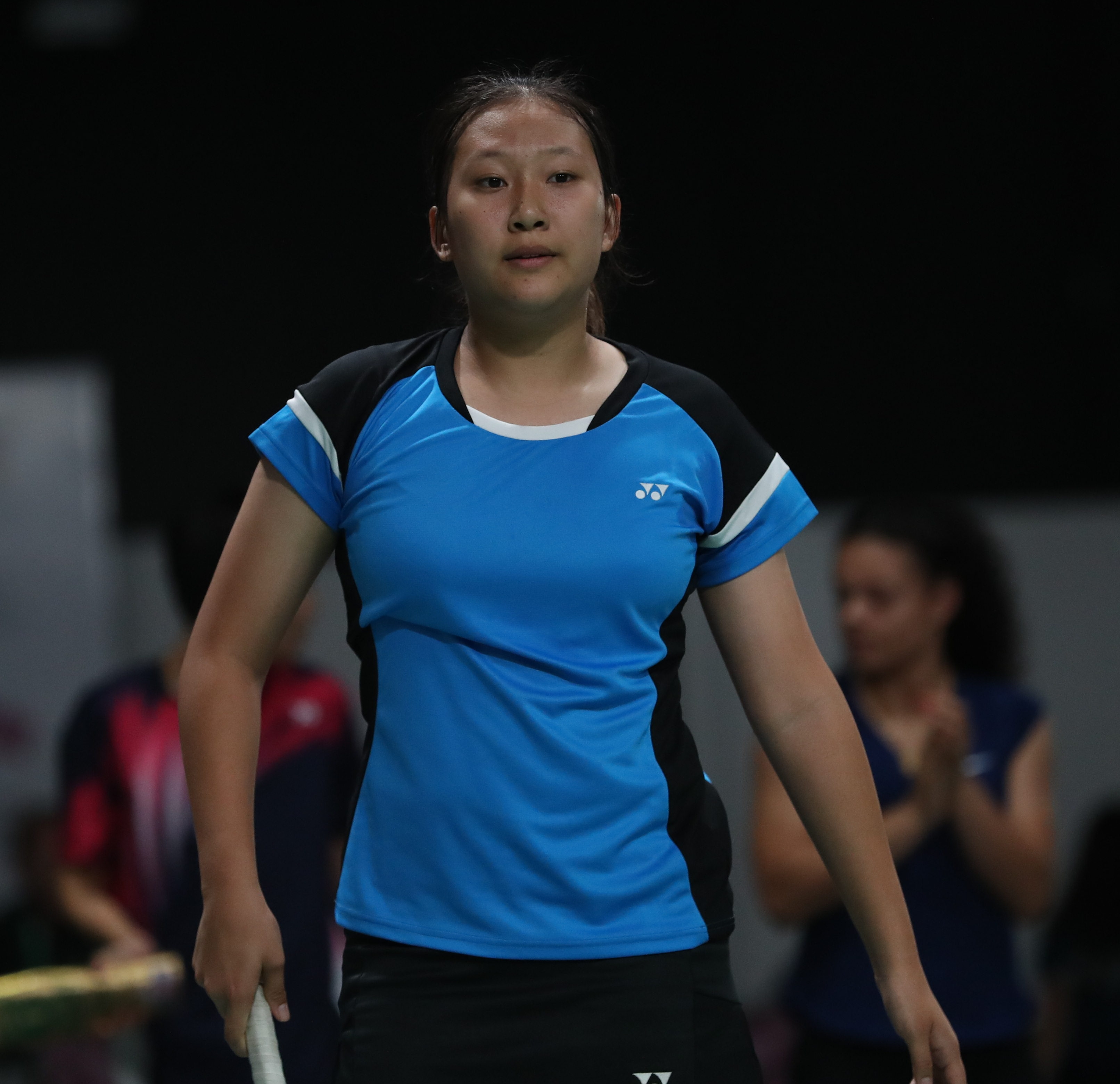
Jennie Gai bei den Olympischen Jugend-Sommerspielen 2018

Jennie Gai (* 25. Februar 2001 in Lowell, Massachusetts) ist eine US-amerikanische Badmintonspielerin.

## Karriere
Gai spielte zum ersten Mal mit sieben Jahren mit ihrem Vater Badminton und fing kurz darauf an, in einem Verein zu trainieren. 2011 war sie in der Altersklasse U11 im Mädchendoppel bei den Junioren-Panamerikameisterschaften siegreich, 2013 in drei Disziplinen bei den unter 13-Jährigen und 2015 im Gemischten Doppel und Mädcheneinzel. 2016 wurde sie bei den US-amerikanischen Juniorenmeisterschaften dreifache Siegerin und qualifizierte sich für die amerikanische Kontinentalmeisterschaft der Junioren, bei der sie im Dameneinzel die Silbermedaille in der Altersklasse U19 und Bronze mit der gemischten Nachwuchsnationalmannschaft gewann. Mit dem Damenteam der Erwachsenen siegte Gai 2016 bei der Panamerikameisterschaft und qualifizierte sich dadurch für den Uber Cup. Im folgenden Jahr wurde sie im Einzel erneut amerikanische Juniorenmeisterin und Vizemeisterin bei den Panamerikameisterschaften der Junioren. Bei dem Wettkampf konnte sie sich im Teamwettbewerb mit den USA gegen den Vorjahressieger Kanada durchsetzen.
Bei der Panamerikameisterschaft stand Gai im Mannschaftsturnier mit den USA auf dem Podium. 2017 gewann sie des Weiteren mit den Mexico International erstmals einen internationalen Wettkampf im Erwachsenenbereich. 2018 vertrat Gai die Vereinigten Staaten von Amerika bei den Olympischen Jugend-Sommerspielen in Buenos Aires. Im Einzelwettbewerb schloss sie die Gruppenphase auf dem ersten Platz ab und erspielte sich einen Platz im Viertelfinale. Bei dem Mannschaftswettkampf, bei dem Athleten in internationalen Teams gegeneinander antraten, war ihr Team siegreich. Gai war damit die erste Badmintonspielerin aus den USA, die Junioren-Olympiasiegerin werden konnte. Außerdem zog sie in diesem Jahr bei den internationalen Meisterschaften von Mexiko und Brasilien ins Endspiel ein und erreichte bei den Panamerikameisterschaften mit Jamie Hsu den dritten Platz.
Im nächsten Jahr wurde Gai mit der US-amerikanischen Nationalmannschaft Zweite bei der Panamerikameisterschaften und wurde im Dameneinzel Dritte. In ihrem Heimatland zog sie bei den Silicon Valley International im Damendoppel ins Endspiel ein. Bei den Jamaican International erspielte an der Seite von Breanna Chi ihren zweiten Turniersieg bei der internationalen Turnierserie der BWF und war mit ihr auch bei den Mexico International erfolgreich. Zwei Jahre später siegte Gai im Gemischten Doppel bei diesem Wettkampf mit Vinson Chiu und wurde im Einzel Zweite. Das US-amerikanische Duo konnte sich auch bei der Mexican International Challenge durchsetzen. Im Dameneinzel triumphierte Gai bei den Guatemala International. Bei der US-amerikanischen Meisterschaft war sie im Doppel mit Sanchita Pandey und im Einzel erfolgreich. 2022 gewann sie zwei internationale Turniere, die Panamerikameisterschaft der Damenteams und im Mixed die nationalen Titelkämpfe.

## Sportliche Erfolge
| Jahr | Veranstaltung                               | Platz | Disziplin     | Spielpartner      |
| ---- | ------------------------------------------- | ----- | ------------- | ----------------- |
| 2016 | US-amerikanische Juniorenmeisterschaft 2016 | 1.    | Mädchendoppel | Madeline Sporkert |
| 2016 | US-amerikanische Juniorenmeisterschaft 2016 | 1.    | Mixed         | Vinson Chiu       |
| 2016 | US-amerikanische Juniorenmeisterschaft 2016 | 1.    | Mädcheneinzel |                   |
| 2016 | Junioren-Panamerikameisterschaft 2016       | 2.    | Mädcheneinzel |                   |
| 2016 | Junioren-Panamerikameisterschaft 2016       | 3.    | Mannschaft    | USA Mixed-Team    |
| 2017 | US-amerikanische Juniorenmeisterschaft 2017 | 1.    | Mädcheneinzel |                   |
| 2017 | Junioren-Panamerikameisterschaft 2017       | 2.    | Mädcheneinzel |                   |
| 2017 | Junioren-Panamerikameisterschaft 2017       | 1.    | Mannschaft    | USA Mixed-Team    |
| 2018 | Mexican Juniors 2018                        | 1.    | Mädcheneinzel |                   |
| 2018 | Olympische Jugend-Sommerspiele 2018         | 1.    | Mannschaft    | Team Alpha        |

| Jahr | Veranstaltung                        | Platz | Disziplin   | Spielpartner    |
| ---- | ------------------------------------ | ----- | ----------- | --------------- |
| 2016 | Panamerikameisterschaft 2016         | 1.    | Mannschaft  | USA Damenteam   |
| 2017 | Panamerikameisterschaft 2017         | 3.    | Mannschaft  | USA Mixed-Team  |
| 2017 | Mexico International 2017            | 1.    | Dameneinzel |                 |
| 2018 | Mexico International 2018            | 2.    | Dameneinzel |                 |
| 2018 | Brazil International 2018            | 2.    | Damendoppel | Jamie Hsu       |
| 2018 | Panamerikameisterschaft 2018         | 3.    | Damendoppel | Jamie Hsu       |
| 2019 | Panamerikameisterschaft 2019         | 3.    | Dameneinzel |                 |
| 2019 | Panamerikameisterschaft 2019         | 3.    | Mannschaft  | USA Mixed-Team  |
| 2019 | Silicon Valley International 2019    | 2.    | Damendoppel | Breanna Chi     |
| 2019 | Jamaican International 2019          | 1.    | Damendoppel | Breanna Chi     |
| 2019 | Mexico International 2019            | 1.    | Damendoppel | Breanna Chi     |
| 2021 | Mexico International 2021            | 1.    | Mixed       | Vinson Chiu     |
| 2021 | Mexico International 2021            | 2.    | Dameneinzel |                 |
| 2021 | Mexican International Challenge 2021 | 1.    | Mixed       | Vinson Chiu     |
| 2021 | Guatemala International 2021         | 1.    | Dameneinzel |                 |
| 2021 | US-amerikanische Meisterschaft 2021  | 1.    | Damendoppel | Sanchita Pandey |
| 2021 | US-amerikanische Meisterschaft 2021  | 1.    | Dameneinzel |                 |
| 2022 | Mexican International Challenge 2022 | 2.    | Mixed       | Vinson Chiu     |
| 2022 | Mexico International 2022            | 1.    | Mixed       | Vinson Chiu     |
| 2022 | Peru International 2022              | 1.    | Mixed       | Vinson Chiu     |
| 2022 | Panamerikameisterschaft 2022         | 1.    | Mannschaft  | USA Damenteam   |
| 2022 | US-amerikanische Meisterschaft 2022  | 1.    | Mixed       | Vinson Chiu     |
| 2022 | US-amerikanische Meisterschaft 2022  | 2.    | Dameneinzel |                 |